# Corpo Alabardieri del Duomo di Monza
(Il motto del Corpo Alabardieri del Duomo di Monza)
Il Corpo Alabardieri del Duomo di Monza è, insieme alla Guardia Svizzera Pontificia, l'unico corpo armato al mondo a cui è concesso di partecipare in armi a funzioni liturgiche e cerimonie religiose. Il Corpo ha sede presso il Duomo di Monza ed è formato da un drappello di 13 uomini armati di alabarde e spade e vestiti di una uniforme di foggia settecentesca.
Svolgono il loro servizio per garantire un'ordinata celebrazione del rito liturgico, assicurando il servizio di vigilanza, di accompagnamento e di sicurezza durante le funzioni. Il servizio del Corpo è effettuato all'interno e all'esterno del Duomo, durante le processioni religiose.

## Storia

### Fondazione del corpo
Non si ha certezza sulla data di istituzione del Corpo degli Alabardieri, mancando documenti a testimonianza, tuttavia la tradizione vorrebbe far risalire la sua nascita addirittura alla fine del VI secolo, come drappello d'onore longobardo della regina Teodolinda (570- 627), fondatrice dell'Oraculum, poi Duomo, fatto edificare sulla riva del fiume Lambro. In realtà, la prima notizia certa e documentata risale al 1717 e si trova nel IV capitolo del manoscritto Giubili di Monza: la Sacra Congregazione dei riti romana aveva riammesso il culto della Corona Ferrea come reliquia della croce di Cristo e nel manoscritto si cita la processione indetta il 1º settembre 1718 dall'arciprete Giovanni Lezzeni (o Lezeno) per celebrare la riammessa ricorrenza del Santo Chiodo. Il Cassanelli ipotizza che in questa occasione, per assicurare l'ordinato svolgimento della processione ed evitare tumulti, il Ducato di Milano abbia inviato le proprie guardie armate di alabarda: da questa occasione sarebbe scaturita l'idea di rendere permanente e vincolato a Monza questo primo embrione del Corpo.

### Dal XVIII secolo al 1807

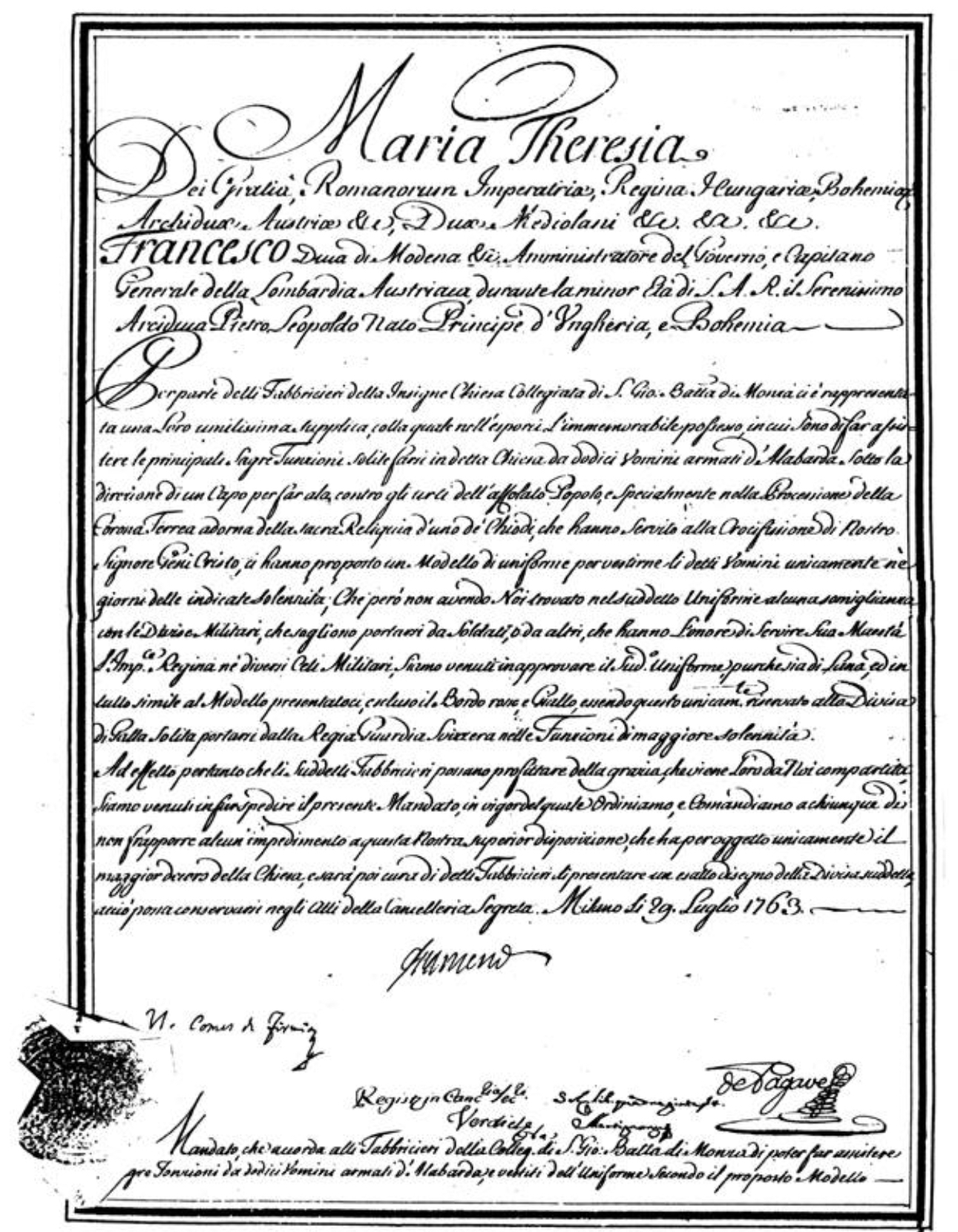
Editto di Maria Teresa d'Austria per la creazione del Corpo degli Alabardieri di Monza, 1763

Per il primo documento ufficiale riguardante gli Alabardieri occorre però attendere il 1763, quando i fabbricieri del Duomo si rivolgono all'imperatrice Maria Teresa d'Austria, attraverso il governatore Francesco d'Este, per essere autorizzati a realizzare un'apposita divisa. È in questa occasione che per la prima volta si fa riferimento ad una presunta "immemorabile" tradizione, che in realtà sarebbe risalita indietro di meno di cinquant'anni. L'autorizzazione per l'adozione dell'ancora attuale divisa in panno blu bordato in oro, venne concessa con decreto dell'imperatrice Maria Teresa.
Intanto gli alabardieri milanesi vengono soppressi alla metà del secolo, ma anche quelli monzesi devono fare i conti con le leggi della Repubblica Cisalpina, che proibiscono a soggetti privati di portare armi, e per alcuni anni il servizio viene sospeso.

### Dal 1807 al secondo dopoguerra

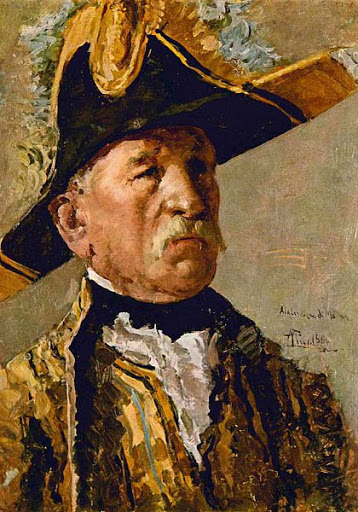
Ritratto di un Alabardiere del Duomo di Monza di Pompeo Mariani

Il vero rifondatore del Corpo è il viceré d'Italia Eugenio di Beauharnais, che nel 1807 lo ricostituisce formalmente, affidandogli come compito primario la custodia della Corona Ferrea, che due anni prima Napoleone Bonaparte aveva cinto nel Duomo di Milano.
L'Ottocento, inoltre, è il secolo in cui gli Alabardieri di Monza divengono soggetto frequente in pittura e fotografia. Sono particolarmente celebri le raffigurazioni artistiche del Corpo realizzate dagli importanti pittori Mosè Bianchi e Pompeo Mariani.
Dopo la seconda guerra mondiale il Corpo inizia una lenta decadenza, sin quasi all'estinzione durante gli anni '70.

### Dal 1982 ad oggi

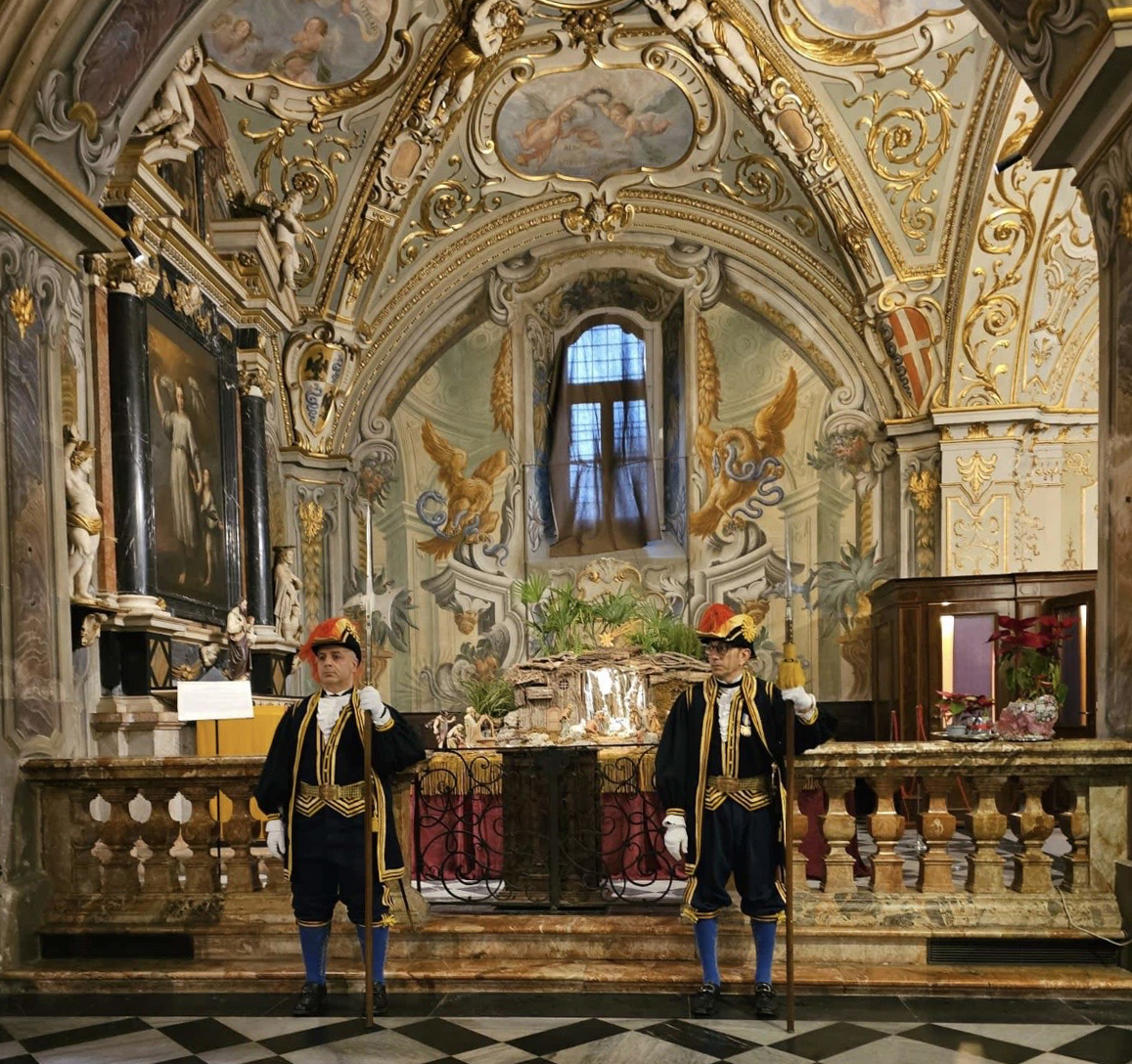
Gli Alabardieri mentre prestano servizio il 6 gennaio 2025

Viene riattivato, come gruppo di volontari, per iniziativa dell'arciprete mons. Gariboldi e del comandante professor Giovanni Bergna nel Natale del 1982, in previsione della visita che papa Giovanni Paolo II avrebbe compiuto nel successivo 1983 al Duomo di Monza.
Solo in anni recenti, il Corpo si è dato una struttura formale redigendo uno Statuto e un Regolamento. I membri, tutti volontari, prestano servizio in alcune occasioni importanti dell'anno liturgico. Nel 2018 sono stati insigniti del Premio Talamoni da parte della Provincia di Monza e Brianza.
Nella storia del Corpo non era mai accaduto che gli Alabardieri del Duomo di Monza si incontrassero con la Guardia Svizzera del Pontefice: il primo incontro si è svolto il 26 aprile 2017, quando gli Alabardieri, ricevuti in Vaticano da Papa Francesco, hanno avuto occasione di presenziare in uniforme all'udienza del Papa in piazza San Pietro e di scambiare stemmi e gagliardetti con il Corpo degli Svizzeri.

## Uniforme, gradi e reclutamento

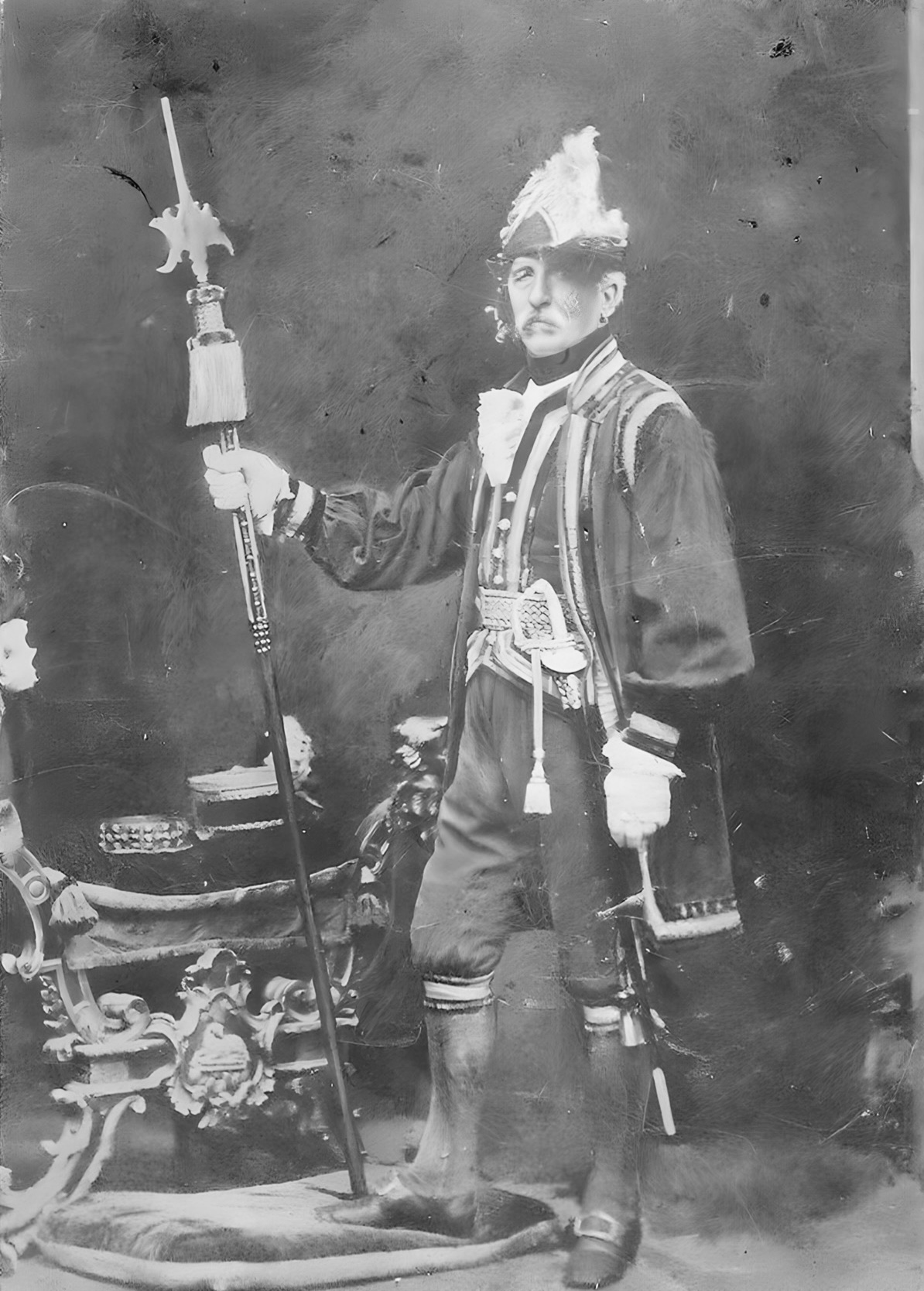
Il comandante Napoleone Ratti in uniforme da sergente degli Alabardieri, 1900 circa

Le divise ancora oggi in uso sono identiche a quelle originali della metà del XVIII secolo. Lo stesso vale per le armi: alabarda e spada.
L'alabardiere oggi ha prevalentemente compito di "guardia d'onore" e utilizza uniformi blu orlate d'oro, cappelli a feluca con piume rosse, alabarda nella mano sinistra e cinturone con la spada che scende lungo il fianco.
Alla metà del XVIII secolo i fabbricieri del Duomo di Monza inviarono una richiesta a Maria Teresa d'Austria affinché approvasse la nuova divisa degli Alabardieri.
Non si ha nessuna notizia su come vestissero prima gli Alabardieri, ma si può facilmente ipotizzare che, essendo dei soldati a tutti gli effetti, indossassero armature e indumenti dell'epoca.
Con editto del 29 luglio 1763 (l'originale è conservato nell'archivio del Duomo) Maria Teresa approva con piccole modifiche, la divisa proposta.
Da quel momento e ancora oggi l'uniforme di foggia settecentesca ha continuato e continua a identificare gli Alabardieri.
La divisa è composta da giacca a tre quarti, panciotto e pantaloni al ginocchio in panno blu con decorazioni di passamaneria in filo d'oro, camicia bianca con jabot e volantini ai polsi, guanti bianchi, lunghe calze turchine con ricami in oro, scarpe nere non stringate con fibbia in argento, nastro in velluto nero da portare intorno al collo della camicia, cinturone per la spada in tessuto di broccato con fibbia metallica color oro recante in rilievo una riproduzione della Corona Ferrea, feluca nera con bordi e coccarda in oro e piuma rossa (bianca per il Capo).
Le decorazioni della giacca si differenziano tra loro: quella del capo ha tre profili, quella del vice-capo ne ha due e quella dei soldati uno.
Attualmente sono disponibili 12 divise di recente confezionamento più una per il capo in modo da poter vestire "12 Alabardieri comandati da un Sergente" come vuole la tradizione.

### Gradi
I gradi del Corpo ora sono solo due, che appartengono alla categoria dei sottufficiali. Non esistono ufficiali e non c'è un grado intermedio (Caporale) tra gli alabardieri e il sergente. 
- Alabardiere: nessun comando (cappello con pennacchio rosso)
- Sergente: comandante del Corpo (cappello con pennacchio bianco)

### Reclutamento
Attualmente il Corpo degli alabardieri del Duomo di Monza è costituito da 18/20 volontari, che prestano servizio in alternanza al Duomo durante le funzioni religiose.
Per fare l'alabardiere bisogna possedere i requisiti indicati nel regolamento. Il candidato deve:
- Essere battezzato e di comprovata fede cattolica.
- Essere cittadino italiano e residente in Lombardia.
- Essere di sesso maschile con età compresa tra i venti e quaranta anni.
- Essere di statura superiore ai centosessanta centimetri ed essere fisicamente e mentalmente sano.
- Condividere le finalità del Corpo ed esprimere la chiara voglia di contribuire all'espletamento della sua missione sottoscrivendo lo Statuto e il Regolamento.

La domanda richiede la lettera di presentazione del parroco del comune di residenza e deve venire inoltrata e vista dal comandante.
L'ammissione spetta al plenum del consiglio direttivo.

## Equipaggiamento
| Grado         | Alabardieri | Sergente |
| Arma inastata |             |          |
| Alabarda      |             |          |
| Spada         | Spadino     | Spadino  |

## Elenco dei comandanti del corpo
Quello che segue è un elenco cronologico dei comandanti del Corpo Alabardieri del Duomo di Monza dal 1982 ad oggi:
- Giovanni Bergna (1982-1993)
- Sede vacante (1993-2004)
- Simeone Bernasconi (2004-2013)
- Giorgio Villa (2013-2018)
- Paolo Filippi (2018-2023)
- Lorenzo Perego (2023-in carica)[12]